# Henry Taylor
Henry Taylor (n. 16 decembrie 1932, Biggleswade, Anglia, Regatul Unit – d. 24 octombrie 2013, Cannes, Provence-Alpes-Côte d'Azur, Franța) a fost un pilot englez de Formula 1 care a evoluat în Campionatul Mondial între anii 1959 și 1961.